# Leptomyrmex mjobergi
Leptomyrmex mjobergi är en myrart som beskrevs av Auguste-Henri Forel 1915. Leptomyrmex mjobergi ingår i släktet Leptomyrmex och familjen myror. Inga underarter finns listade i Catalogue of Life.

## Bildgalleri

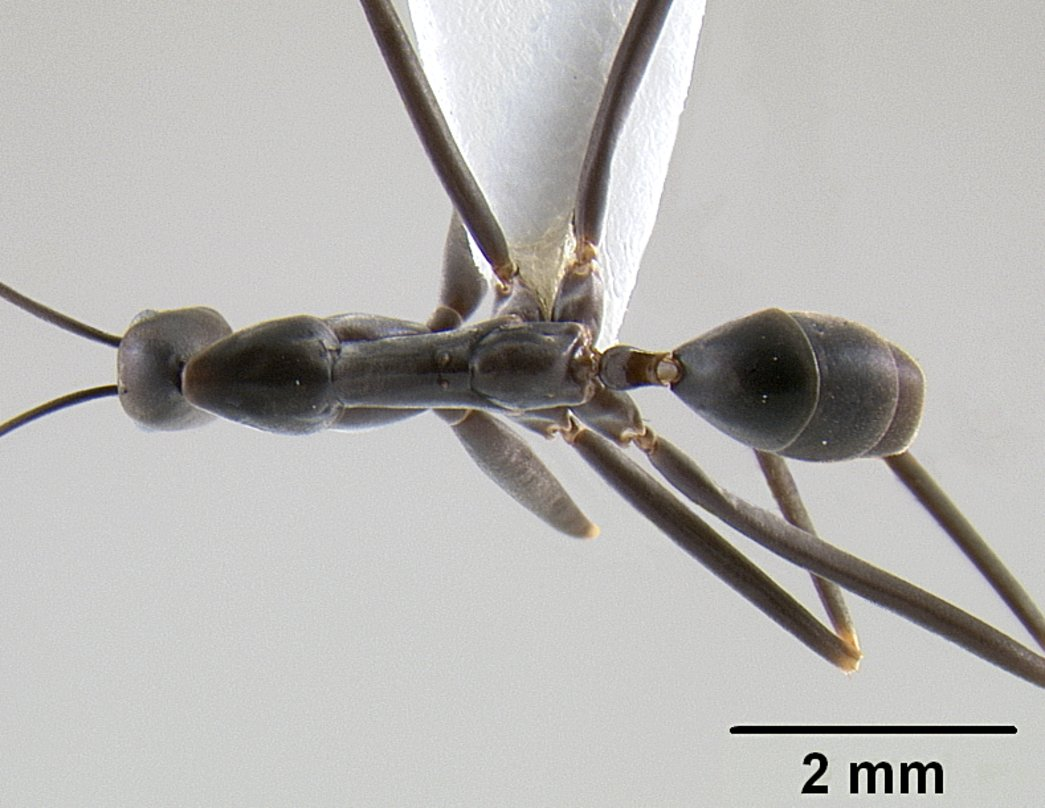
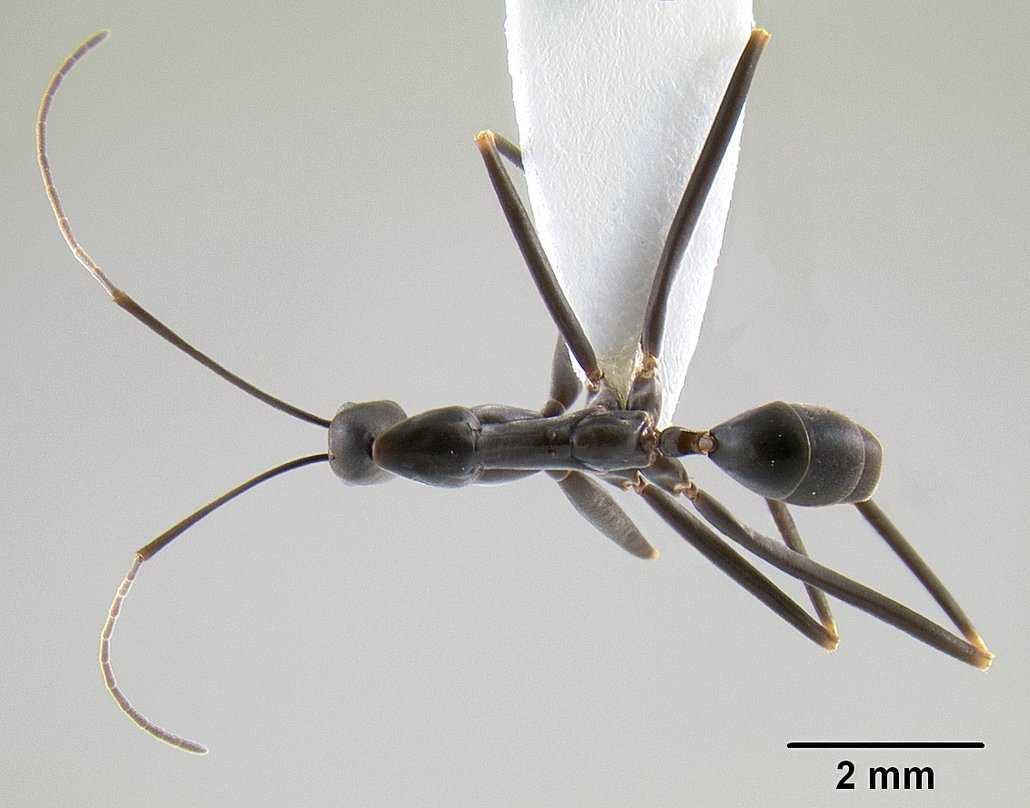
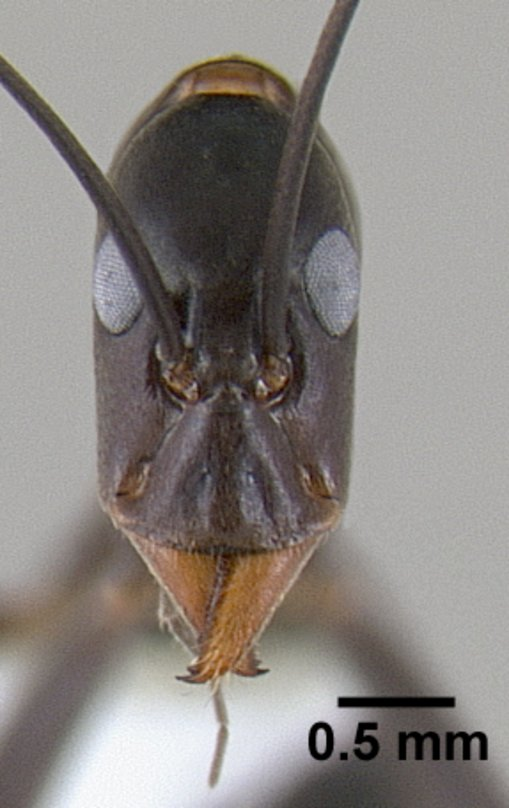
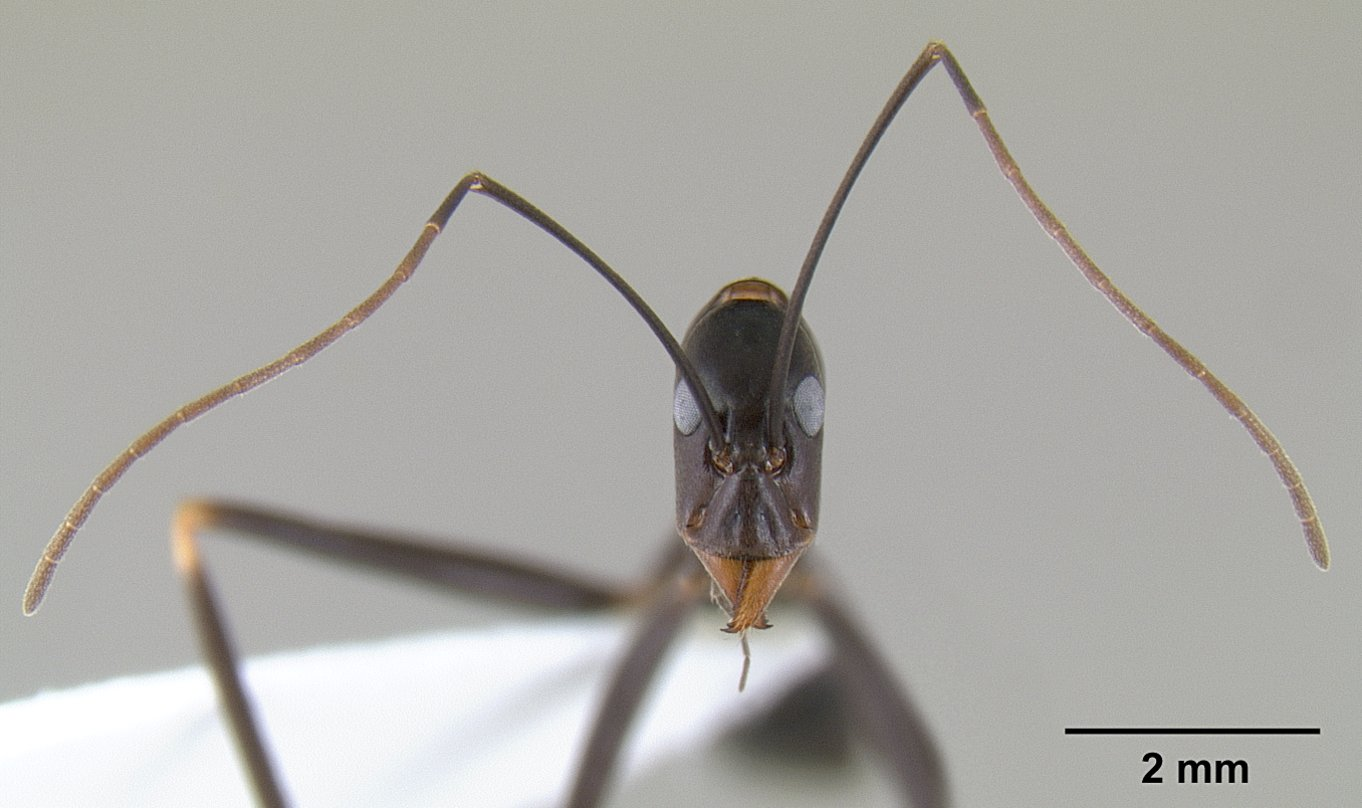
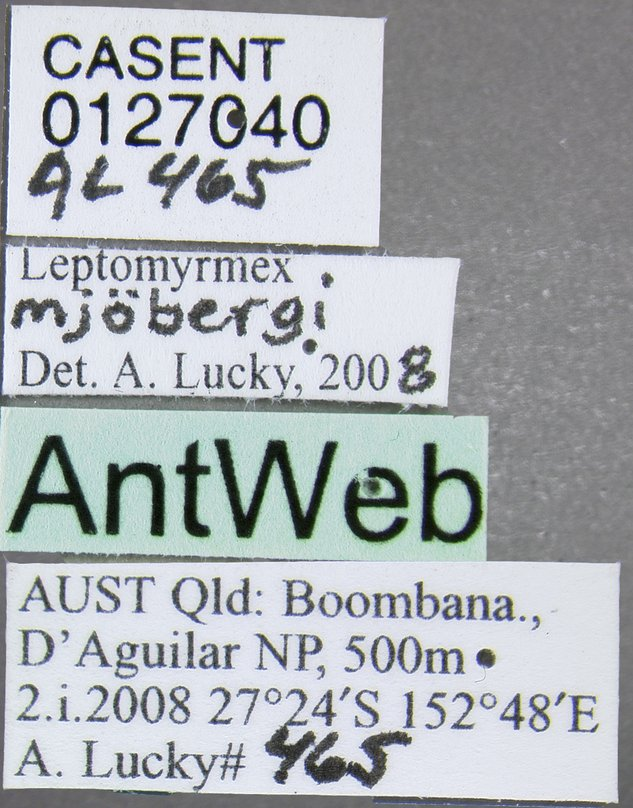
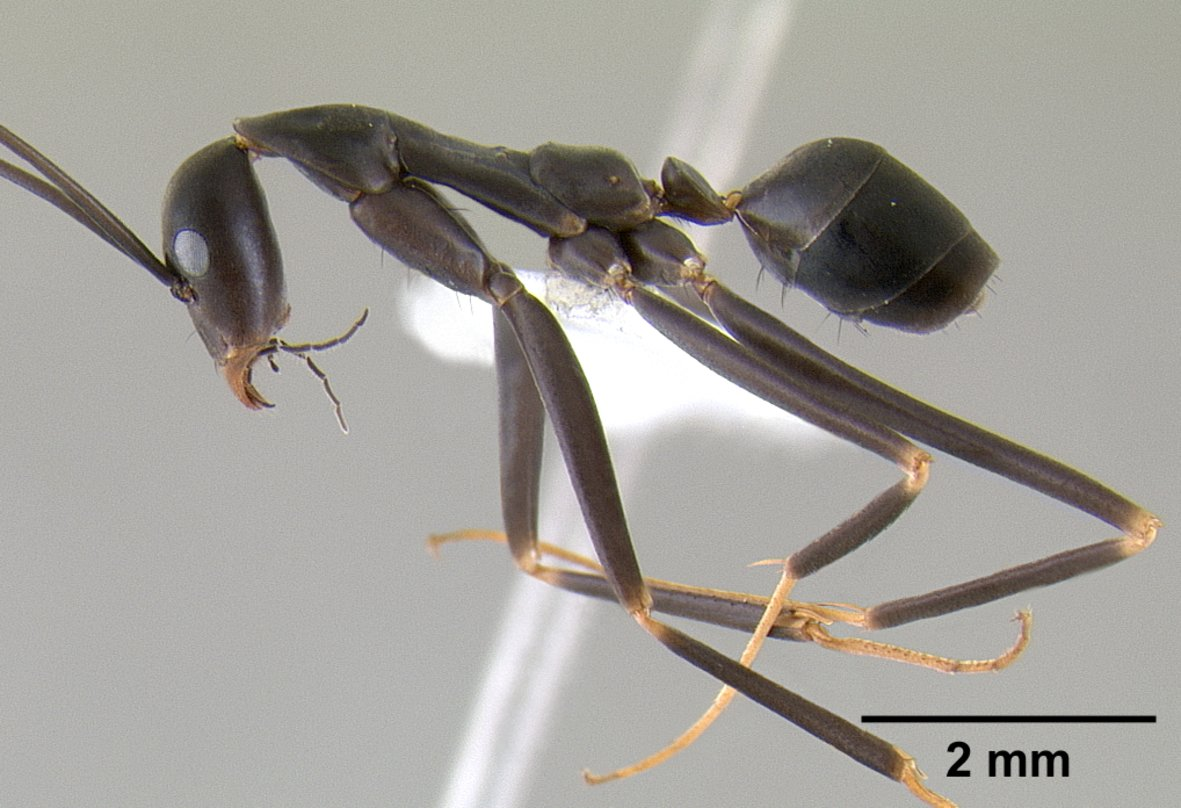